# Getr

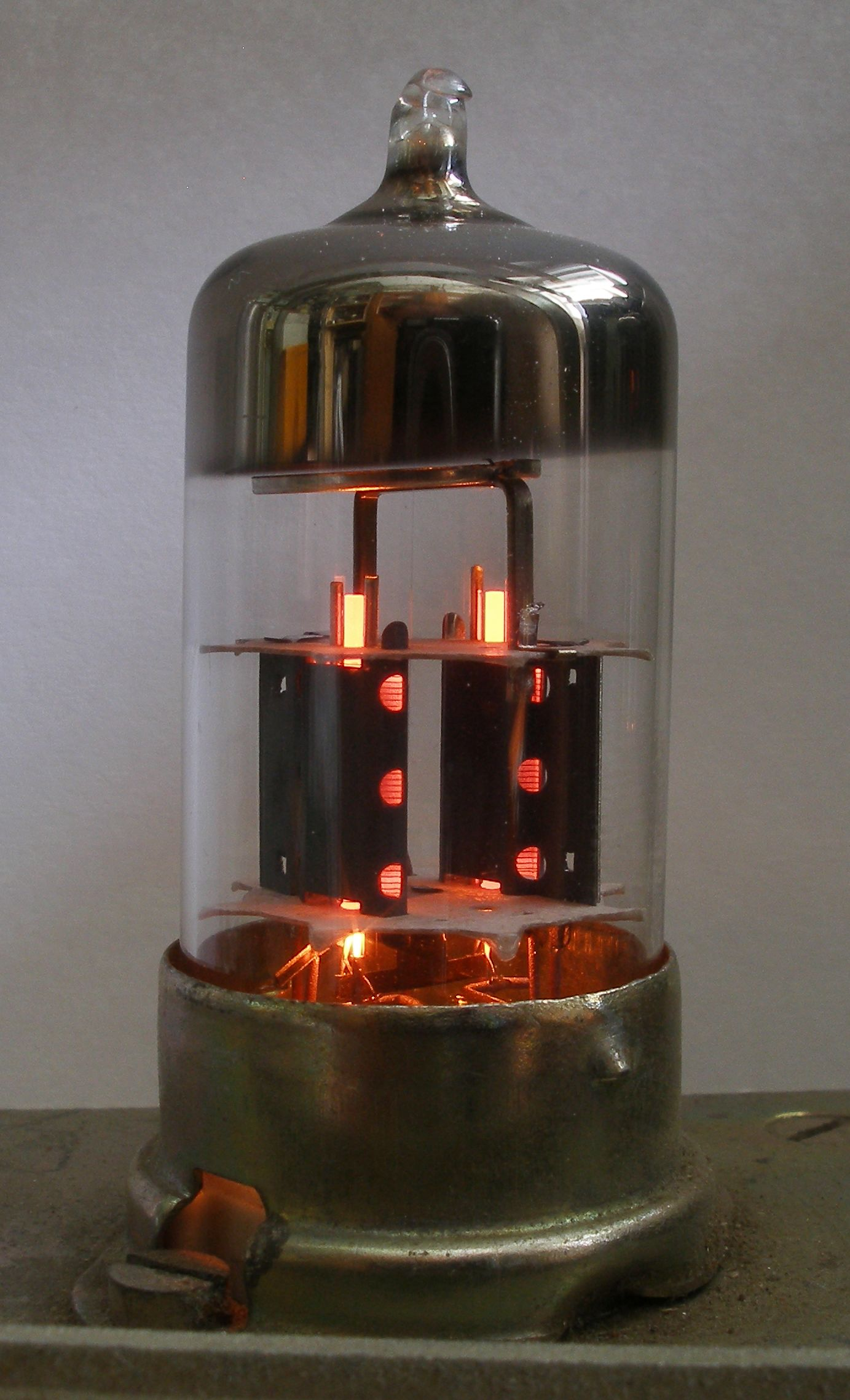
Getr ve vakuové elektronce. Vrcholek baňky je pokryt kovově lesklou vrstvou, která vznikla odpařením z drátového prstence těsně pod jejím okrajem. Když se vrstva nasytí, zbělá nebo zešedne.

Getr (angl. getter) je aktivní materiál, který chemicky váže nebo adsorbuje atomy či molekuly plynu a při daných podmínkách je dále neuvolňuje. Getrových materiálů se užívá hlavně ve vakuových aplikacích, kde zajišťují vytvoření, zlepšení nebo udržení parametrů vakua.

## Rozdělení
Getry můžeme rozdělit podle přípravy na
- vypařované - aktivní povrch vzniká depozicí vrstvy odpařeného materiálu, která je pak až do nasycení aktivním čerpacím povrchem. Užívají se slitiny kovů, zejména barya, fosforu, titanu aj. Proces vytváření vrstvy je možné opakovat do vyčerpání zdrojového materiálu.
- nevypařované - materiál getru je vytvořen vhodným procesem a následně je povrch aktivován (většinou ohřevem) pro získání aktivního čerpacího povrchu. Opakovaná aktivace je účinná do vyčerpání sorpčních schopností getrové vrstvy.[1][2]

## Použití
Getry se často používaly a používají v odtavených vakuových systémech, kde zajišťují udržení vakua, nebo alespoň snížení parciálních tlaků reaktivních plynů (hlavně kyslíku). Nejběžnějším příkladem jsou vakuové elektronky a obrazovky, dříve široce používané, ale i v současné době v některých aplikacích stále nenahraditelné. Na systému elektronky je upevněn prstenec z tenké kovové trubičky, vyplněné getrovým materiálem. Po vyčerpání baňky se systém induktivně zahřeje, aby se zbavil na povrchu vázaných zbytků plynu. Přitom se getrový materiál odpaří a usadí na chladné baňce, čímž se zároveň aktivuje.
V obyčejných žárovkách se při prvním zažehnutí odpaří na stěnu baňky vrstva fosforu, která pak váže zbytky kyslíku a tím prodlužuje životnost vlákna. Getrové materiály efektivně čerpají pouze reaktivní plyny, což v běžném vakuovém systému není žádoucí vlastnost, ale s výhodou se využívá např. při dočišťování vzácných plynů od reaktivních složek.

## Extrémně vysoké vakuum
Pro generování ultravysokého a extrémně vysokého vakua se často používá titanová sublimační vývěva jako doplňkový čerpací princip, který, při vhodném návrhu, může vyvinout mnohonásobně vyšší špičkovou čerpací rychlost než jiné typy vývěv.
Rozvíjející se oblastí pro použití nevypařovaných getrů jsou vakuové systémy pracující v UHV a XHV s příliš špatnou čerpací vodivostí, než aby se daly použít konvenční systémy čerpání. Pásky nevypařovaných getrů jsou použity ve většině světových cyklotronů a synchrotronů. Aktivační teplotu getrových slitin se daří efektivně snižovat až k teplotě kolem 200 °C, která již umožňuje depozici getru přímo na stěny vakuového systému a jeho aktivaci ohřevem aparatury. Tím se dosahuje výrazného zvýšení špičkové čerpací rychlosti.

## Výrobci
Předním světovým výrobcem nevypařovaných getrů je Saes Getters (It,Fr) http://www.saesgetters.com. Vývěvy na principu vypařovaných i nevypařovaných getrů včetně kombinací s běžnými vývěvami nabízí řada výrobců vakuové techniky.